# Tetraommatus luzonicus
Tetraommatus luzonicus là một loài bọ cánh cứng trong họ Cerambycidae.